# Hochbunker Poppelsdorf

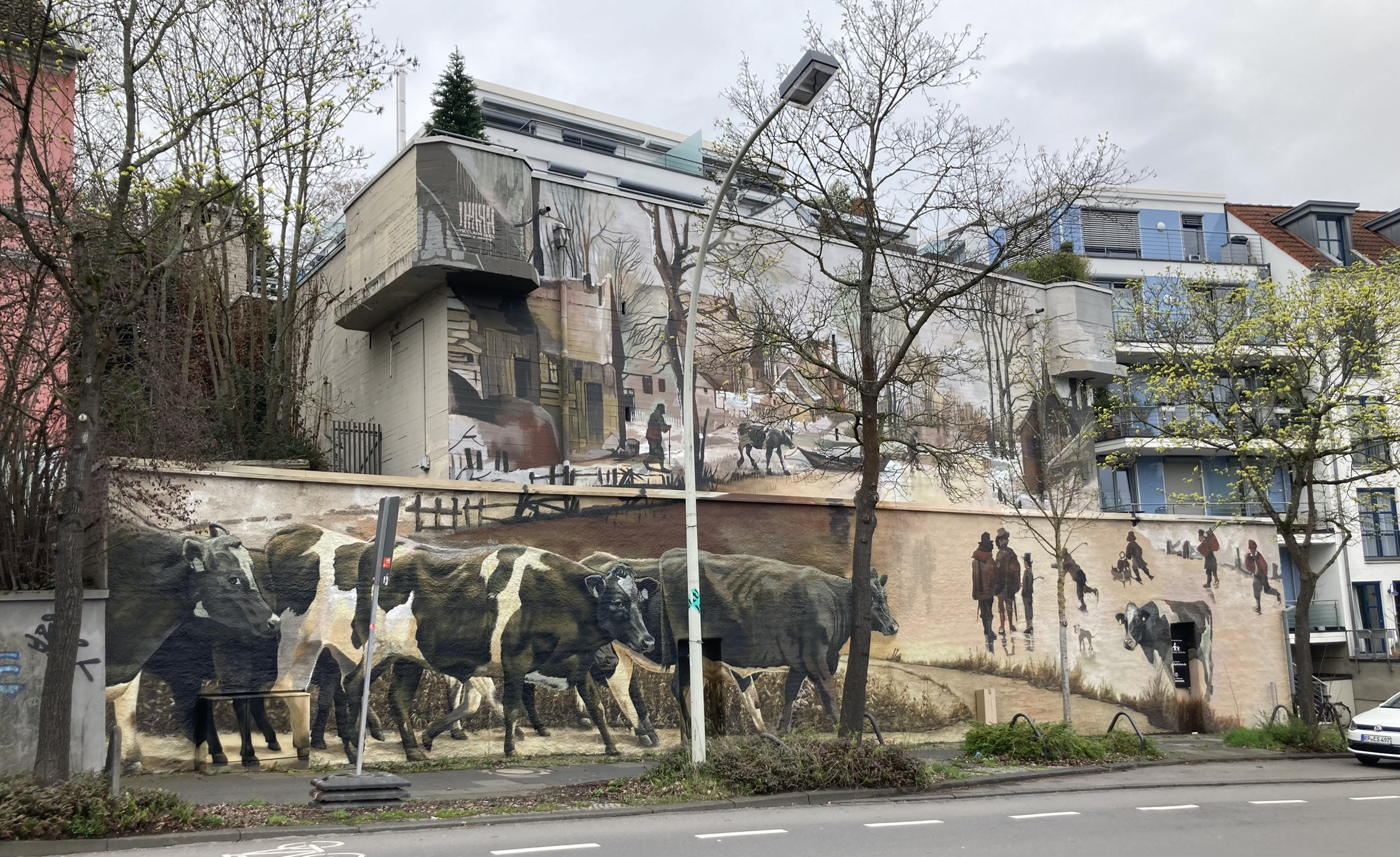
Der bebaute Hochbunker im Jahr 2023

Der Hochbunker im Bonner Ortsteil Poppelsdorf, eine Mischung aus Hoch- und Stollenbunker, wurde 1941 errichtet. Er diente im Zweiten Weltkrieg als Luftschutzbunker, wurde nach dem Krieg als Studentenwohnheim genutzt und während des Kalten Krieges instand gehalten. Im Jahr 2006 wurde er zur Substruktion für ein Wohngebäude. Der Bunker liegt an der Trierer Straße 24 und steht seit 1995 als Baudenkmal unter Denkmalschutz.

## Geschichte
Bei der Bunkerplanung im Jahr 1940 war Bonn in die Liste der 61 „Luftschutzorte 1. Klasse“ des Führer-Sofortprogramms zur Errichtung von Luftschutz-Sonderbauten aufgenommen worden. In Bonn und Beuel wurden 14 Schutzgroßbauten vom Reich finanziert. Damit sollten der Bevölkerung wenigstens 12.000 Plätze in der höchsten Schutzkategorie zur Verfügung stehen. Nach der Umwidmung von Liege- zu Sitzplätzen im Jahr 1944 erhöhte sich die Zahl auf 15.000. Fünf Bunkeranlagen waren Mitte 1941 fertiggestellt, die restlichen bis Jahresende. Die Bauzeit betrug je etwa 6 Monate. Ein Drittel der eingesetzten Bauarbeiter waren französische Kriegsgefangene aus dem Stalag VI G in Bonn-Duisdorf.
Der Bunker an der Trierer Straße ist ein dreigeschossiger Hochbunker, der in den Hang des Kreuzbergs hineingebaut wurde. Er ist 20 Meter tief; an der rückwärtigen Seite wurden außerdem zwei je 44 Meter lange Stollen in den Hang getrieben. Luftschutzstollen erzeugten kostengünstigeren Schutzraum als Betonbunker, die darüberliegende Erdschicht musste zwischen 6 und 15 Metern betragen; neben dem Bunker in Poppelsdorf wurden solche Hangstollen auch beim Dransdorfer Krankenhausbunker gegraben. Die Poppelsdorfer Stollen haben eine Breite von 3,50 Meter und verfügen über 60 cm starke Ziegelmauern. Heute nicht mehr vorhandene Zellen unterteilten die Stollen. Der Bunker selbst hat bis zu 4,70 Meter starke Stahlbetonwände und 1,40 Meter starke Decken. Er verfügte insgesamt über 105 Liege- und 724 Sitzplätze. Der Bunker blieb während des alliierten Luftkriegs unversehrt.

## Studentenwohnheim

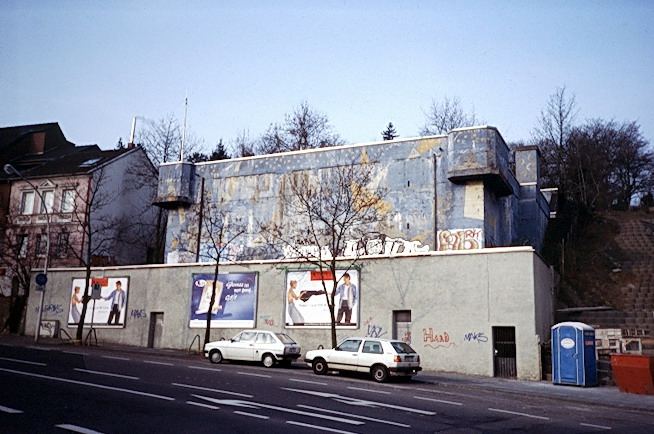
Der Hochbunker in Bonn-Poppelsdorf (Aufnahme 1996)

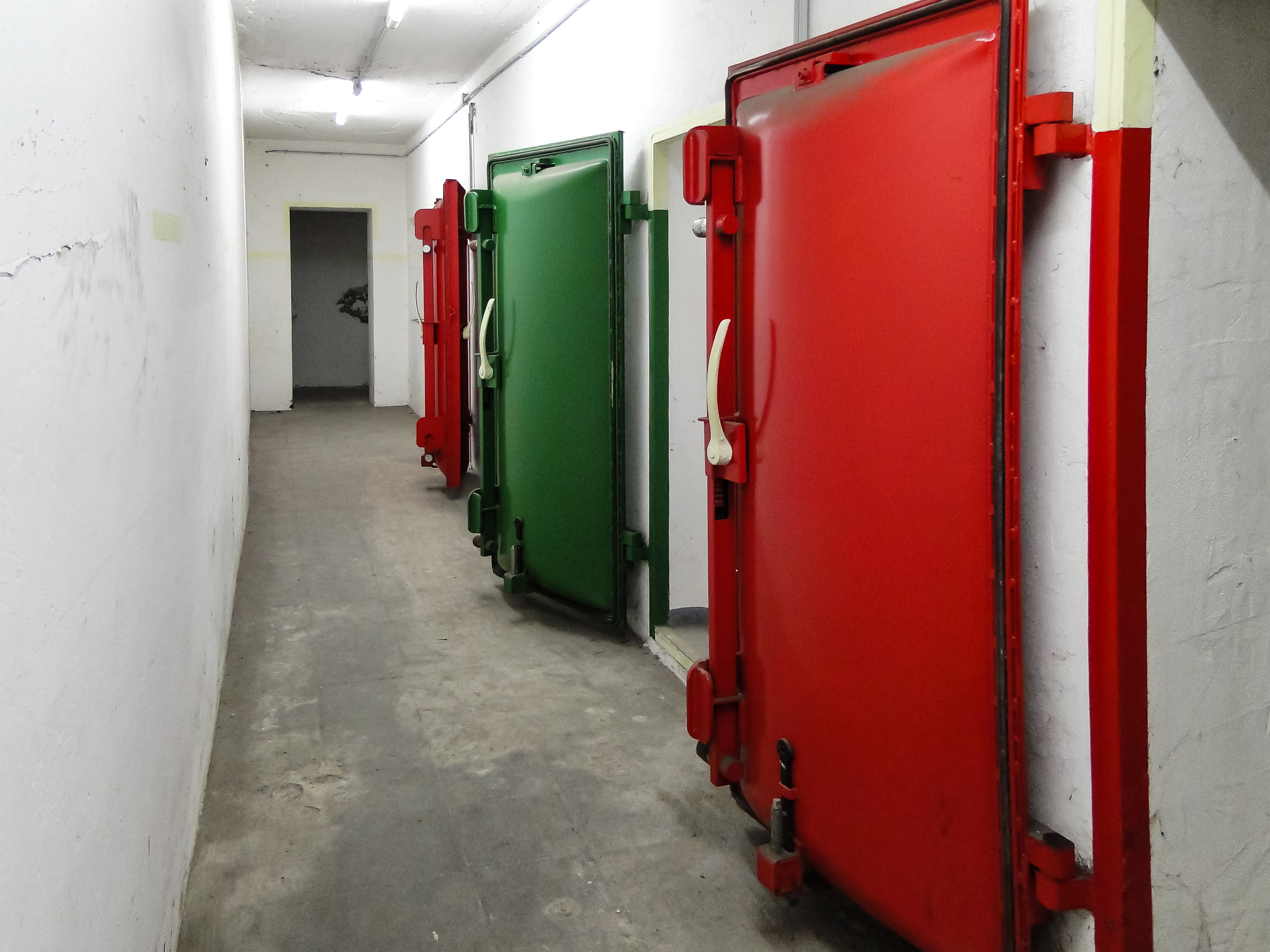
2011-04-14-bonn-poppelsdorf-studentenbunker-16

Nach dem Krieg wurde der Bunker nicht gesprengt, da hier im Falle einer erneuten militärischen Auseinandersetzung die Bonner Stadtverwaltung untergebracht werden sollte. Kurz nachdem die Bonner Universität wieder ihren Betrieb aufgenommen hatte, wurde der Bunker als Studentenwohnheim umgenutzt, da „die Wohnungssituation in Bonn nach dem Krieg sehr angespannt war. Die Zerstörungen des Bombenkriegs hatten im Innenstadtbereich einen Wohnraumverlust von 95 % zur Folge. Verstärkt wurde der Wohnraummangel durch den starken Zuzug nach Bonn. Die Einwohnerzahl stieg von 50.000 bei Kriegsende bis zum Sommer 1946 auf 100.000 Personen. Der Wohnraummangel wirkte sich für die Studenten dahingehend aus, dass vor der Immatrikulation der Nachweis einer Unterkunft zu erbringen war.“ Bedingung war die Vorlage eines Arbeitsbefreiungs- und eines Wohnberechtigungsscheins. Spätestens ab 1948 lebten männliche Studenten in der „Wohngemeinschaft Poppelsdorf e. V.“ Studentenwohnheime gab es damals kaum. In Bonn wurden drei Bunker als Wohnheime für Studenten genutzt, neben dem Poppelsdorfer waren das die Bunker in Beuel (Auf der Schleide) und an der Bonner Theaterstraße. Ein „kulturhistorisches Kuriosum“ stellte die Unterbringung von Studenten in ehemaligen Luftschutzbunkern dar. Weitere „Studentenbunker gab es neben Bonn nur in Münster und Mannheim“. Die Bunker wurden von den Bewohnern selbst verwaltet.
Die Studenten lebten im Poppelsdorfer Bunker in Ein- oder Zweibettzellen, Examenskandidaten bekamen die beliebteren Einzelzellen zugewiesen. Es gab einen Waschraum für alle Bewohner. Die Miete in dem fensterlosen Bunker war niedrig, sie betrug zwischen 8 und 15 DM im Monat (umgerechnet auf heutige Verhältnisse etwa 25 bis 47 Euro). Die natürliche Temperatur in dem Gebäude lag jahreszeitenunabhängig bei acht bis zehn Grad Celsius, weshalb regelmäßig warme Luft durch die Lüftungsrohre geblasen wurde und viele Studenten ganzjährig elektrische Heizöfen betrieben. Den Strom mussten sich die Bewohner von den Hauptleitungen in den Fluren selbst in ihre Zimmer legen. Damenbesuch war laut Hausordnung zwischen 23 Uhr und 8 Uhr morgens nicht gestattet. Im Sommer fanden auf dem Bunkerdach manchmal Tanzveranstaltungen statt.
Mehr über den „Bonner Studentenbunker“ und die Lebensumstände seiner Bewohner war im November 2017 in einer Ausstellung der in Bonn-Kessenich geborenen Pressefotografin Käthe Augenstein (1899–1981) in der Berliner „Liebermann-Villa am Wannsee“ zu erfahren. In ihren „Aufnahmen erfasste Augenstein die verschiedenen Aspekte des Lebens im Bunker: von den einfachen Wohnverhältnissen bis hin zur lebendigen und geselligen Stimmung“.
Anfang der 1950er Jahre begannen die Stadt Bonn und das Studentenwerk die Nutzung der Bunker als Wohnheim zu kritisieren; in der Folge kam es mehrfach zu Protesten gegen angekündigte Räumungen. Auch die Poppelsdorfer Bunkergemeinschaft widersetzte sich Bestrebungen, den Bunker zu räumen, und wandte sich an den AStA mit der Bitte um Unterstützung. Vertreter in den Verhandlungen mit der Stadt war Arno Müller. Eine vom Studentenwerk und dem AStA im Jahr 1952 gegründete „Bunkerkommission“ stellte fest, dass viele Bewohner auch weiterhin in dem Bunker leben wollten, eine Wohnung auf dem freien Wohnungsmarkt könne man sich nicht leisten. Im Oktober 1952 wohnten 270 Studenten in den drei Bonner Bunkern.

## Nutzungsüberlegungen

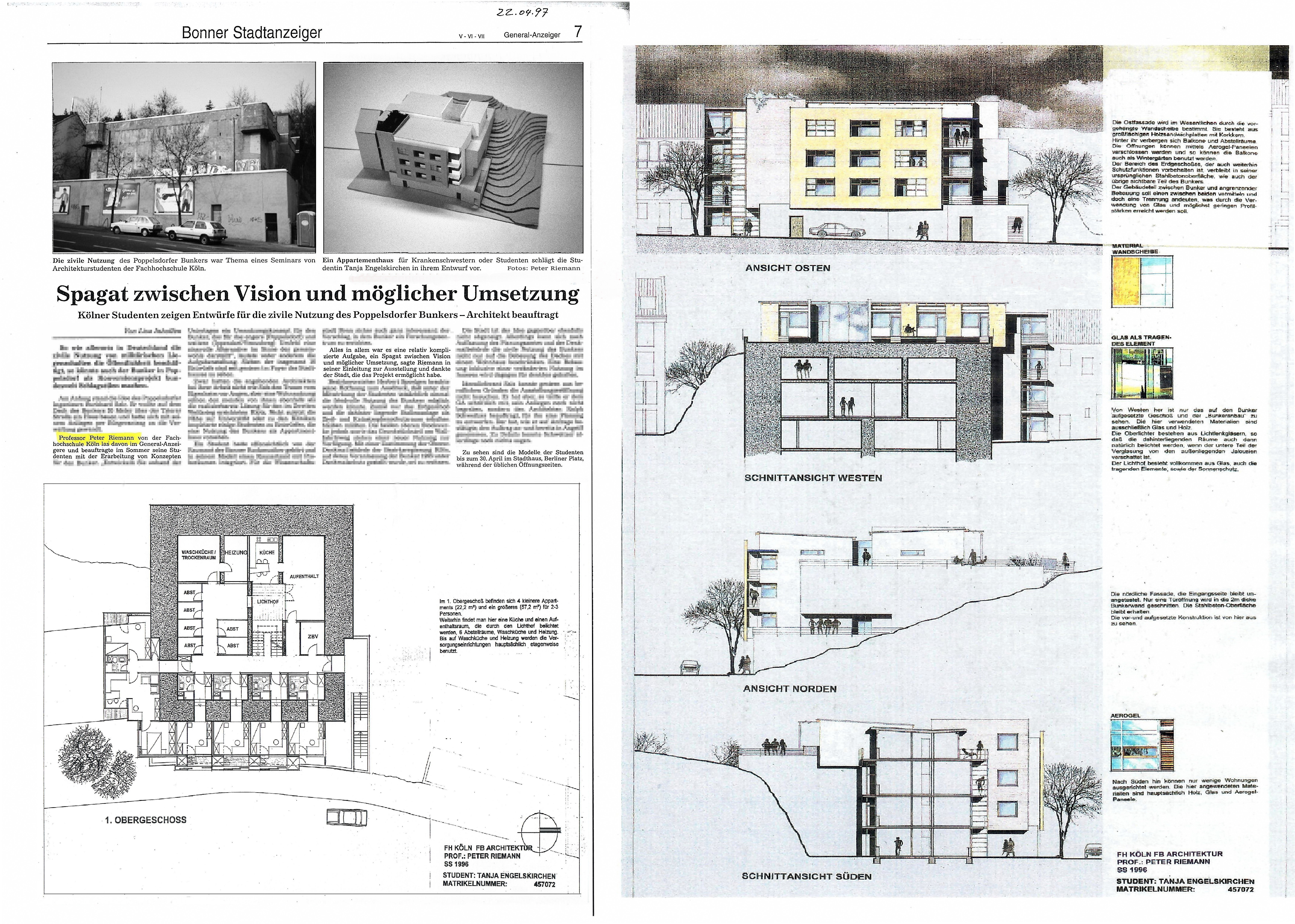
Bunker Poppelsdorf, Nutzungsüberlegung von T. Engelskirchen, FH Köln

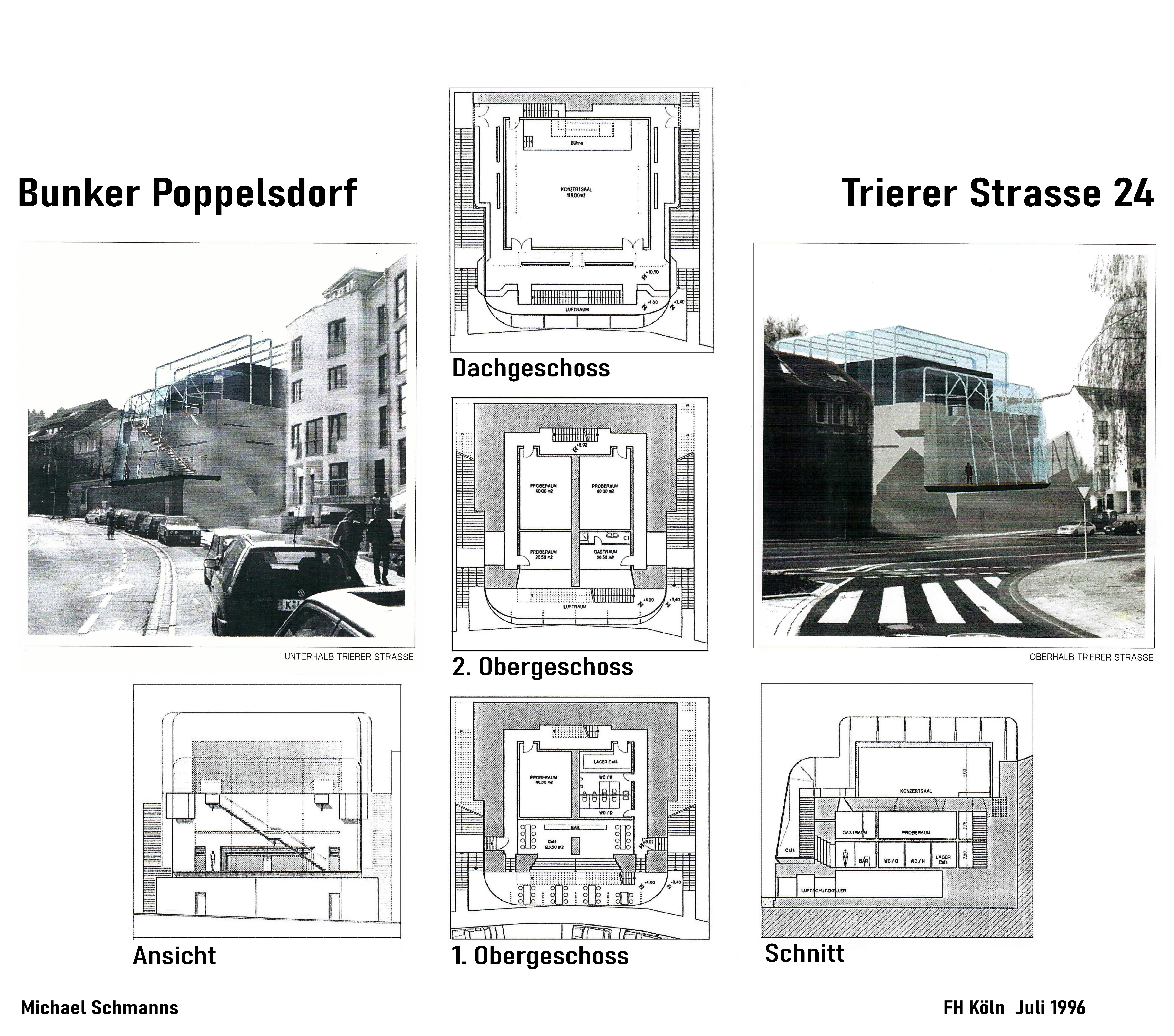
Vorschlag zur Nutzung des Hochbunkers Bonn-Poppelsdorf durch Umhüllung

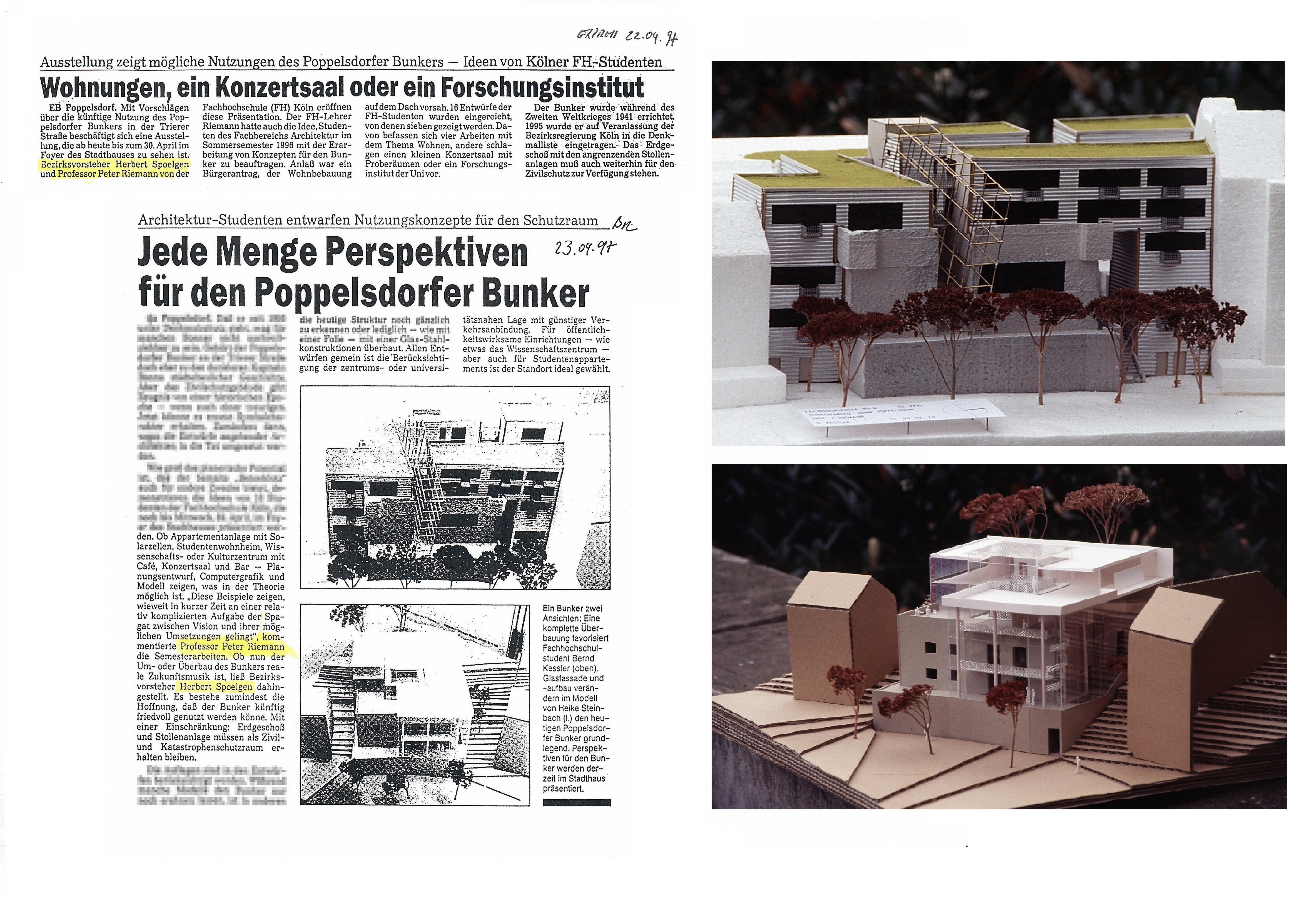
Bunker Poppelsdorf, Nutzungsüberlegung von B. Kessler + H. Steinbach, FH Köln

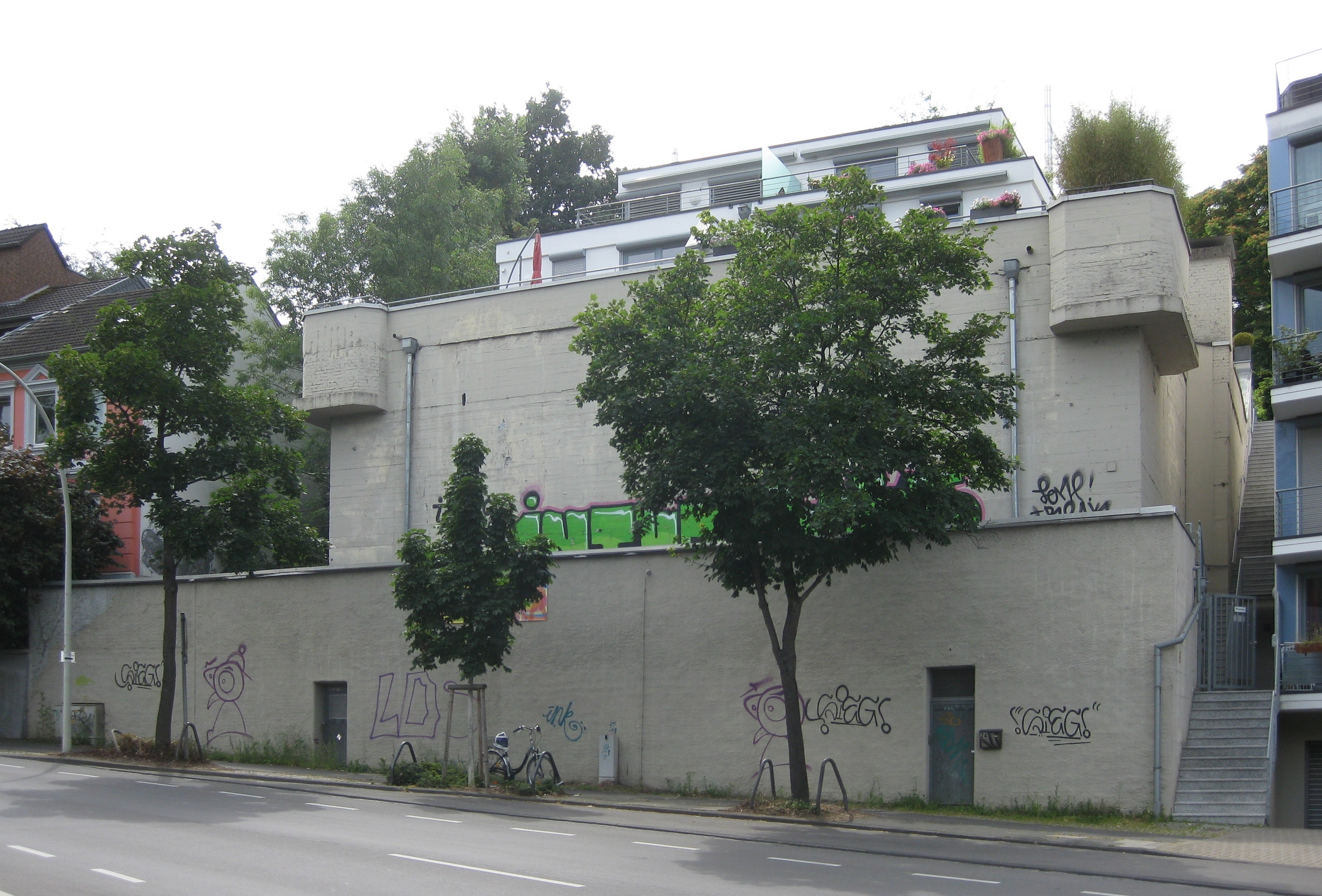
Der Bunker im Jahr 2016 mit dem aufgesetzten Doppelhaus

In der Folgezeit wurde der Bunker als Plakatierungsobjekt benutzt und mit Graffiti und „Kunstwerken“ überzogen. Die damit einhergehende Frage: „Ist das Kunst, oder kann das weg?“ zeigte, dass man den erratischen Block in der einzeiligen Bebauung entlang der Trierer Straße als optisch und städtebaulich störendes Element empfand. Das Technische Hilfswerk nutzte das Kriegsrelikt zur Einlagerung von Einsatzmitteln sowie für Katastrophenschutzübungen. Sanitär-, Elektro-, Heizungs- und Lüftungsanlagen wurden in der Zeit instand gehalten.
Am 23. März 1996 stellte ein Bürger „den eher ausgefallenen Antrag auf dem Dach des Luftschutzbunkers an der Trierer Straße ein Wohngebäude zu errichten“. Die Verwaltung verwies auf den Bund als Eigentümer und auf den Eintrag von 1995 in die Denkmalliste der Stadt Bonn.
„Prinzipiell denkbar“ sei eine Wohnbebauung auf dem Bunker. Allerdings müsse sie mit der Nachbarbebauung korrespondieren; auch sollte „im Hinblick auf den Pilotcharakter … ein kleiner Ideenwettbewerb veranstaltet werden“. Pläne des Antragstellers lagen jedoch nicht vor. Der Antragsteller, der angab, bei allen zuständigen angefragten Dienststellen „auf wenig oder keine Bedenken gestoßen zu sein“, bezeichnete im Ausschuss für Bürgerbeteiligung die Stellungnahme der Verwaltung als „Unverschämtheit“. Anstelle von Bürgernähe habe man seine Initiative „niedergewalzt“.
Einen Monat später griff deshalb der Bonner Architekt und Hochschullehrer Peter Riemann der Technischen Hochschule Köln den Vorschlag der Stadtverwaltung nach einem „kleinen Ideenwettbewerb“ durch eine entsprechende Aufgabenstellung für den ehemaligen Studentenbunker auf. Allerdings sollte der Bunker nicht nur bebaut, sondern seine oberirdische Bausubstanz nach Möglichkeit angemessen in das Entwurfskonzept integriert und somit als Solitär kaschiert werden.
Ein Teil der studentischen Entwürfe (für einen Investor, der an das Studentenwerk Bonn vermieten sollte), wurde ein Jahr später, auf Einladung des frisch gewählten SPD-Bezirksvorstehers Herbert Spoelgen im Foyer des Bonner Stadthauses ausgestellt und am 22. und 23. April 1997 im Express, im Bonner General-Anzeiger und in der Bonner Rundschau entsprechend gewürdigt.

## Endgültige Nutzung
Im Jahr 2006 erhielt der Immobilienentwickler Rheininvest GmbH & Co KG die Erlaubnis, das Bunkerdach zu bebauen. Der Entscheidung waren jahrelange Diskussionen in der Bonner Bürgerschaft zu einer zukünftigen Nutzung des Gebäudes vorausgegangen. Ein von Rheininvest vorgelegter Entwurf des Bonner Architektenbüros Scherfarchitekten (Architekt: Raimund Restle) zur gleichzeitigen Bebauung des Bunkerdaches sowie einer Lücke rechts neben dem Bunker mit einem sechsgeschossigen (fünf Geschosse plus Staffelgeschoss) Haus mit zehn Eigentumswohnungen (Größe: 40 bis 100 Quadratmeter) wurde vom Bauordnungsamt und vom Denkmalamt akzeptiert. Auf dem Bunkerdach sollten zwei dazu passende, exklusive, zweigeschossige Doppelhaushälften mit je 180 Quadratmeter Wohnfläche entstehen. Die Stadt behielt sich bei Vertragsabschluss ein Nutzungsrecht für die Schutzräume vor; die Zivilschutzfunktion muss von den neuen Eigentümern erhalten werden.
Das Apartmenthaus sowie die Bunkerbebauung wurden von der Trierer Straße aus errichtet. Das Tiefbauunternehmen S+H aus Neustadt-Wied verfestigte den Hang vor Baubeginn in der Methode Berliner Verbau mit bis zu acht Meter tiefen Armierungen. Der Zugang zu den auf dem Bunker stehenden Haushälften erfolgt über den direkt hinter dem Bunker am Hang liegenden Wallfahrtsweg. Die Haustüren des Flachdachgebäudes liegen im Obergeschoss, das auf dem größeren Untergeschoss steht. In der Fassade des in Niedrigenergiebauweise errichteten Gebäudes befinden sich Gussglaselemente. Vom Bunkerdach bleiben vier Meter zur Straßenseite, die zur Anlage einer Terrasse genutzt wurden. Zum Wallfahrtsweg hin liegt der Garten. Der Bunker erhielt einen sandfarbenen Anstrich. Nach Verkauf und Bezug der Doppelhaushälften auf dem Bunkerdach erhielten die Neueigentümer auch die Nutzungsrechte für das Innere des Bunkers.
Eine Zeitlang war das Kriegsrelikt vermietet und beherbergte ein Rechenzentrum. Der damalige Mieter war „vom Koloss begeistert. ‚Der hat alles, was man für ein Rechenzentrum braucht‘, erzählte er. Dazu gehört die hundertprozentige Ausfallsicherheit der Stromversorgung. Dass die Rechner mal keinen Saft haben, ist unmöglich. Denn der Bunker wurde in den 80er Jahren von einem einfachen Stollenbunker mit städtischen Mitteln zu einer Befehlsleitstelle ausgebaut.“
Im Jahr 2016 wurde bekannt, dass das Flachdach des Doppelhauses auf dem Bunker einsturzgefährdet ist. Anders als ursprünglich geplant, hatte der Bauträger statt eines Betondaches ein Holzdach gebaut. Die Holzschalung war nach Meinung eines Gutachters verrottet, sodass Wasserschäden in den Wänden entstanden seien. Die 165 Quadratmeter große Dachfläche sei nicht sanierbar, sondern müsse komplett neu errichtet werden. Die Schäden führten zu einem Streit zwischen Eigentümern und Bauträger. Vor dem Landgericht wurde ein Beweissicherungsverfahren eingeleitet. Darüber hinaus stellten die Eigentümer Strafanzeige wegen Betruges gegen den Bauträger. Der verwies auf die beim Bau unbekannte Tragfähigkeit des Bunkerdaches, weshalb man sicherheitshalber eine leichtere Konstruktion in Holz gewählt habe.
Obwohl die Stadt an einer Nutzung des Bunkers interessiert war und „die schwierigen Rahmenbedingungen solcher Bauten“ bekannt sind, habe „die Verwaltung schon mehrfach Ideen abgeschmettert“, so Bunkerbesitzerin Ina Storck im Jahr 2017, als das Vorhaben, im Inneren einen „Escape Room“ einzurichten, aus planungsrechtlichen Gründen scheiterte.
Inzwischen haben die Eigentümer den mehr als drei Jahre dauernden Prozess gegen den Bauträger gewonnen, der sich aus „statischen Gründen“ für eine leichtere Dachkonstruktion entschieden hatte. Ein offensichtlicher Planungsfehler, da bekannt ist, „dass bei Bauwerken, die älter als 20–30 Jahre sind und bei denen Umbauten oder eine Nutzungsänderung vorgesehen ist, Untersuchungen bei den Tragwerksteilen angestellt werden müssen, um abzuklären, ob die Notwendigkeit für substanzerhaltende Maßnahmen technisch sinnvoll und wirtschaftlich ist“.
Der „zweigeschossige Bungalow“ auf dem Bunker erhielt ein neues Dach. Nach wie vor bleibt das Problem der Nutzung im Inneren, weshalb auf die einzige Möglichkeit zurückgegriffen wird, welche schon Teil der Aufgabenstellung für die Studenten der FH Köln im Jahr 1996 war: die Perforation der Betonwände mit Diamantsägen und Sauerstofflanzen, um Licht in das Bunkerinnere zu bringen. Dieses aufwendige Verfahren plant auch ein Bonner Architekt. „Mit Spezialfirmen sollen Lichtöffnungen in die Wände gesägt werden und Glaskuben auf dem Eingangsvorbau für viel Licht im Inneren sorgen.“

## Kunst im öffentlichen Raum
Im Herbst 2022 bekam der Bunker ein neues Gesicht: Der Streetart-Künstler Case Ma’Claim, bürgerlich: Andreas von Chrzanowski, bemalte die Fassade mit einer „Winterlandschaft mit zugefrorenem See und Menschen in altertümlichen Schlittschuhen“, die einer niederländischen Vedute des 17. Jahrhunderts nachempfunden ist, und „einigen sehr großen Kühen“. Idee und Finanzierung kamen von der gemeinnützigen Hans-Riegel-Stiftung, die „mit ihrem ‚Walls of Vision‘-Projekt dafür sorgen will, dass Kunst für möglichst viele Menschen sichtbar wird“.
Geplant ist außerdem eine Ausstellung im Inneren des Bunkers über seine bewegte Geschichte.